# Heilig Hartbeeld (Gennep)
Het Heilig Hartbeeld is een standbeeld in de Nederlandse plaats Gennep, in de provincie Limburg.

## Achtergrond
Het Heilig Hartbeeld werd gemaakt in het Atelier Thissen in Roermond. Het werd in 1922 opgericht aan de Zandstaat als geschenk voor pastoor-deken Joosten die zijn veertigjarig priesterjubileum vierde. Vanwege de bouw van de nieuwe Sint-Martinuskerk in 1953 moest de weg worden verbreed en het beeld het worden verplaatst. Het werd een jaar later opgericht op de huidige locatie, het is in 2010 gerestaureerd.

## Beschrijving
Het symmetrische beeld toont een Christusfiguur staande op een halve wereldbol die wordt omgeven door een wolkenring. Hij is gekleed in een lang gewaad en omhangen met een mantel. Hij houdt zijn beide armen langs het lichaam en toont in zijn handen de wonden. Op zijn borst is het Heilig Hart zichtbaar. Het beeld staat op een getrapte, gemetselde sokkel.